# Сантуш-Эвуш
Сантуш-Эвуш (порт. Santos Evos)  —  район (фрегезия) в Португалии,  входит в округ Визеу. Является составной частью муниципалитета  Визеу. По старому административному делению входил в провинцию Бейра-Алта. Входит в экономико-статистический  субрегион Дан-Лафойнш, который входит в Центральный регион. Население составляет 1642 человека на 2001 год. Занимает площадь 12,43 км².